# Manor (Teksas)
Manor je grad u američkoj saveznoj državi Teksas. Prema popisu stanovništva iz 2010. u njemu je živjelo 5.037 stanovnika.